# Palogrande
La comuna Palogrande de la ciudad de Manizales está conformada por 15 barrios, antiguamente denominada «Comuna 8», limita con las comunas de Tesorito, Estación, Nuevo Horizonte, La Fuente, Ecoturístico Cerro de Oro y Universitaria.

## División
La comuna está conformada por 15 barrios, los cuales son:
| - Arboleda - Belén - Camelia - El Trébol - Guayacanes - La Estrella - La Leonora | - La Rambla - Las Palmas - Laureles - Los Rosales - Milán - Palermo - Palogrande - San Cancio |

## Sitios de interés
Camelia
- Batallón Ayacucho

Guayacanes
- Centro Comercial San Cancio
- Universidad Nacional (Facultad de Arquitectura)

La Estrella
- Parroquia Nuestra Señora de los Dolores

La Rambla
- Universidad Católica de Manizales

Las Palmas
- Multicentro Estrella

Laureles
- Fundación Universitaria Luis Amigó
- Instituto técnico San Rafael
- Centro Comercial Cable Plaza

Los Rosales
- Universidad de Caldas

Palogrande
- Estadio Palogrande
- Universidad Nacional
- Universidad de Caldas

San Cancio
- Clínica Siquiátrica San Juan de Dios
- Cerro San Cancio